# غوس-خروستالني
غوس-خروستالني (بالروسية: Гусь-Хрустальный) هي إحدى مدن روسيا في الكيان الفدرالي الروسي فلاديمير أوبلاست.

## أعلام
- نيكولاس ليبيديف